# أحمد فرنسيس
أحمد فرنسيس (ولد: 1912 بمدينة غليزان - 31 أوت 1968 بجنيف)؛ تابع جل تعليمه بفرنسا، أين تحصل على دكتوراه في الطب من جامعة باريس، عاد إلى الجزائر وباشر مهنته بمدينة سطيف عام 1942.

## سيرة

### نضاله السياسي قبل الثورة
باشر أحمد فرنسيس نضاله السياسي وهو طالب بكلية الطب الفرنسية، في اطار جمعية طلبة شمال إفريقيا حيث كون رفقة أحمد بومنجل نخبة من الشباب المهتمين بالبحوث السياسية المتعلقة بالقضية الجزائرية.
عند عودته للجزائر استأنف نشاطه السياسي مع فرحات عباس حيث أصبح من أكثر المقربين إليه.
شارك في تأسيس حركة أحباب البيان والحرية. بعد مجازر 8 ماي 1945تم اعتقاله ورحّل إلى مراكز الاعتقال بالصحراء وبقي هناك حتى عام 1946 ليطلق سراحه.
في عام 1946 ساهم أحمد فرنسيس في تأسيس حزب الاتحاد الديمقراطي للبيان الجزائري، وعين مندوبا للحزب لدى المجلس الجزائري، أين واصل نشاطه السياسي حتى اندلاع الثورة التحريرية.

### نشاطه أثناء الثورة وبعدها
لم يلتحق أحمد فرنسيس بصفوف الثورة إلا في عام 1956 بعد انضمام فرحات عباس إليها بعد مؤتمر الصومام عين عضوا إضافيا في المجلس الوطني للثورة الجزائرية.قام بعدة جولات إلى أروبا، أمريكا اللاتينية خدمة للقضية الجزائرية والتقى خلالها بعدة شخصيات سياسية وفي شهر جوان 1958 عين أمينا دائما في مؤتمر طنجة لوحدة المغرب العربي. أصبح وزيرا للمالية في التشكيلة الأولى والثانية للحكومة المؤقتة للجمهورية الجزائرية برئاسة فرحات عباس (1958-1961). شارك في مفاوضات إيفيان الأولى. أقيل من منصبه بعد عزل فرحات عباس، ليغيب عن الساحة السياسية حتى الاستقلال وبعد الاستقلال عين نائبا بالمجلس التأسيسي الأول ووزيرا للمالية في 27 سبتمبر 1962.

## وفاته
توفي في 31 أغسطس 1968 في جنيف بعد معاناة طويلة مع المرض ودفن بمسقط رأسه بمدينة غليزان بمقبرة سيدي عبد القادر